# Yên Bình, Lạng Sơn
Yên Bình là một xã thuộc tỉnh Lạng Sơn, Việt Nam.

## Địa lý
Xã Yên Bình có diện tích 53,56 km², dân số năm 1999 là 4.577 người, mật độ dân số đạt 85 người/km².
Theo thống kê năm 2019, xã Yên Bình có diện tích 53,56 km², dân số là 4.977 người, mật độ dân số đạt 93 người/km².

## Hành chính
Xã Yên Bình được chia thành10 thôn: Đồng Bụt, Đồng Xa, Làng Trang, Đồng Bưa, Làng Lỷ, Hồng Gạo, Quý Xã, La I, La II, Đồng Bé.